# Ольдаев, Ким Менгенович
Ким Менгенович Ольдаев (3 марта 1933 года, Элиста, Калмыцкая АССР, СССР — 7 января 1995 года) — советский и российский художник, народный художник РСФСР (1990).

## Биография
Родился 3 марта 1933 года в Элисте Калмыцкой АССР в семье военного.
В 1949 году — окончил 7-летнюю школу.
В 1954 году — окончил Туркменское государственное художественное училище.
С 1954 по 1956 годы — преподавал черчение и рисование в школах г. Ташаузе ТуркССР.
Переехал на историческую родину и с 1956 по 1957 годы преподавал черчение и рисование в школах г. Элисты.
В 1959 году — работал в Элистинских художественно-производственных мастерских Художественного фонда РСФСР и являлся одним из основателей ЭХПМ.
С 1959 по 1970 годы — член Художественного совета Элистинских художественно-производственных мастерских Художественного фонда РСФСР.
В 1965 году принят в члены Союза художников СССР.
Стоял у истоков становления современной калмыцкой живописи, мастер портретной живописи, выполнил множество картин, посвященных истории калмыцкого народа, а также воинской славы калмыков и годам депортации.
Ким Менгенович Ольдаев умер 7 января 1995 года.

## Награды
- Народный художник РСФСР (1990)
- Заслуженный художник РСФСР (1980)
- Премия Ленинского комсомола Калмыцкой АССР имени Героя Советского Союза Э. Деликова (1968) — за создание произведений: «Командарм О. И. Городовиков», «Хозяин степи», «Асфальтировщик Д. Очуров»
- Государственная премия Калмыцкой АССР имени О. И. Городовикова (1990)
- Заслуженный деятель искусств Калмыцкой АССР (1972)